# 达米安·图亚
达米安·图亚（法語：Damien Touya，1975年4月23日—），法国男子击剑运动员。他曾获得1999年世界击剑锦标赛男子佩剑个人冠军。他的哥哥加埃尔·图亚同样也是击剑选手。